# 孔夫朗-雅尼站
孔夫朗-雅尼站是法国的一个铁路车站，位于法国东北部市镇雅尼，靠近雅尼西地区孔夫朗。

## 位置
孔夫朗-雅尼站位于雅尼市区的西北部。车站大致呈东西走向，开口朝南。孔夫朗-雅尼站是一个区域性的铁路枢纽，有四个不同方向的铁路在此交汇。

## 停靠线路
以下列车线路在孔夫朗-雅尼站停靠：
| 孔夫朗-雅尼站列车线路表 |              |               |                        |              |
| 线路                    | 车种         | 上一站        | 下一站                 | 大致运行频率 |
| 凡尔登—梅斯             | 法国大区列车 | 埃坦          | 昂维勒                 | 每天2趟左右  |
| 凡尔登/孔弗兰-雅尼—梅斯 | 法国大区列车 | 埃坦/（起点） | 阿提兹/欧梅库尔        | 每天4趟左右  |
| 凡尔登—南锡             | 法国大区列车 | 埃坦          | 昂维勒                 | 每天1趟      |
| 孔夫朗-雅尼—阿贡当日    | 法国大区列车 | （起点）      | 阿提兹/维勒鲁瓦-穆万讷 | 每天7趟左右  |
| 南锡—隆维               | 法国大区列车 | 昂维勒        | 巴隆库尔               | 每天2趟左右  |
| 1. 2. 3.                |              |               |                        |              |

## 配套交通

### 长途客车
| 停靠孔夫朗-雅尼站的大巴车 |                             | |
| 上下车地点                | 运营单位                    | 主要目的地                                                                                              |
| 孔弗兰-雅尼站门口         | 默尔特-摩泽尔省城际客运 TED | 雅尼西地区孔夫朗、梅斯                                                                                  |
| 孔弗兰-雅尼站门口         | SNCF                        | 梅斯、南锡、隆维、摩泽尔河畔帕尼 （当某条铁路线施工或罢工时，SNCF可能会提供途径该线路沿途站点的大巴车） |
| 1. 2. 3.                  |                             | |

### 市内交通
孔夫朗-雅尼站附近暂无城市公共交通线路。

## 临近车站
| 孔夫朗-雅尼站（Gare de Conflans-Jarny） |                              |          |
| 上行车站                                | 线路                         | 下行车站 |
| 埃坦站                                  | 圣蒂莱尔唐普勒－阿贡当日铁路 | 阿提斯站 |
| 巴隆库尔站                              | 隆圭永－昂维勒铁路           | 昂维勒站 |
| - 本表仅显示运营中的线路及车站          |                              |          |